# Bituminaria morisiana
Bituminaria morisiana es una especie de planta perennifolia perteneciente a la familia de las fabáceas, originaria de la cuenca mediterránea. 

## Propiedades
Los pterocarpanos bitucarpin A y B se pueden aislar a partir de las partes aéreas de B. morisiana, erybraedin C de las hojas] y morisianina está aislada de las semillas.

## Taxonomía
Bituminaria morisiana fue descrita por (Pignatti & Metlesics) Greuter y publicado en Wildenowia 16(1): 108. 1986.
Sinonimia
- Psoralea morisiana Pignatti & Metlesics[5]